# شرف‌الدین تقی
شرف‌الدین تقی سیاستمدار اهل افغانستان است. وی از تاریخ نوامبر ۲۰۲۱ معاون اداره ملی مبارزه با حوادث افغانستان و از اکتبر ۲۰۲۱ فرمانده قول اردوی (سپاه) ۲۱۵ افغانستان به عهده دارد.